# Metapodoctis
Genre
Metapodoctis est un genre d'opilions laniatores de la famille des Podoctidae.

## Distribution
Les espèces de ce genre se rencontrent à Taïwan et en Thaïlande.

## Liste des espèces
Selon World Catalogue of Opiliones (11/07/2021) :
- Metapodoctis formosae Roewer, 1915
- Metapodoctis siamensis Suzuki, 1985

## Publication originale
- Roewer, 1915 : « 106 neue Opilioniden. » Archiv für Naturgeschichte, vol. 81, no 3, p. 1–152 (texte intégral).